# Импрессионизм (музыка)
Музыка́льный импрессиони́зм (фр. impressionnisme, от impression с фр. — «впечатление») — музыкальное направление, аналогичное импрессионизму в живописи и параллельное символизму в литературе, сложившееся во Франции в последнюю четверть XIX века — начале XX века, прежде всего в творчестве Эрика Сати, Клода Дебюсси и Мориса Равеля.
Точкой отсчёта «импрессионизма» в музыке можно считать 1886—1887 год, когда в Париже были опубликованы первые импрессионистические опусы Эрика Сати («Сильвия», «Ангелы» и «Три сарабанды») — и как следствие, пять лет спустя, получившие резонанс в профессиональной среде первые произведения Клода Дебюсси в новом стиле (прежде всего, «Прелюдия к послеполуденному отдыху фавна»).

## Происхождение
Музыкальный импрессионизм в качестве предшественника имеет прежде всего импрессионизм во французской живописи. У них не только общее название, общие корни, общая эстетика, но и причинно-следственные отношения. Точнее говоря, живописный импрессионизм был не только предшественником, но и во многом причиной, породившей импрессионизм музыкальный, который, в итоге, запоздал на три десятка лет.
И главный импрессионист в музыке, Клод Дебюсси, и особенно, Эрик Сати, его друг и предшественник на этом пути, и принявший от Дебюсси эстафету лидерства Морис Равель, искали и находили не только аналогии, но и выразительные средства в творчестве Клода Моне, Поля Сезанна, Пюви де Шаванна и Анри де Тулуз-Лотрека.
Сам по себе термин «импрессионизм» по отношению к музыке носит подчёркнуто условный и спекулятивный характер (в частности, против него неоднократно возражал сам Клод Дебюсси, впрочем, не предлагая взамен ничего определённого). Понятно, что средства живописи, связанные со зрением и средства музыкального искусства, базирующиеся большей частью на слухе, могут быть связаны друг с другом только при помощи особенных, тонких ассоциативных параллелей, существующих только в сознании артиста или художника. Проще говоря, расплывчатое изображение Парижа «в осеннем дожде» и такие же звуки, «приглушённые шумом падающих капель» уже сами по себе имеют свойство художественного образа, но не реального механизма. Прямые аналогии между средствами живописи и музыки возможны только при посредстве личности композитора, испытавшего на себе личное влияние художников или их полотен. Если художник или композитор отрицает или не признаёт подобные связи, то говорить о них становится как минимум, затруднительным. Однако перед нами в качестве важного артефакта имеются признания и, (что важнее всего) сами произведения главных действующих лиц музыкального импрессионизма. Отчётливее остальных эту мысль выразил именно Эрик Сати, постоянно акцентировавший внимание на том, сколь многим в своём творчестве он обязан художникам. Он привлёк к себе Дебюсси оригинальностью своего мышления, независимым, грубоватым характером и едким остроумием, не щадящим решительно никаких авторитетов. Но прежде всего прочего Сати заинтересовал Дебюсси своими новаторскими фортепианными и вокальными сочинениями, написанными смелой, хотя и не вполне профессиональной рукой. Здесь, ниже приведены слова, с которыми в 1891 году Сати обращался к своему недавно обретённому приятелю, Дебюсси, побуждая его перейти к формированию нового стиля:

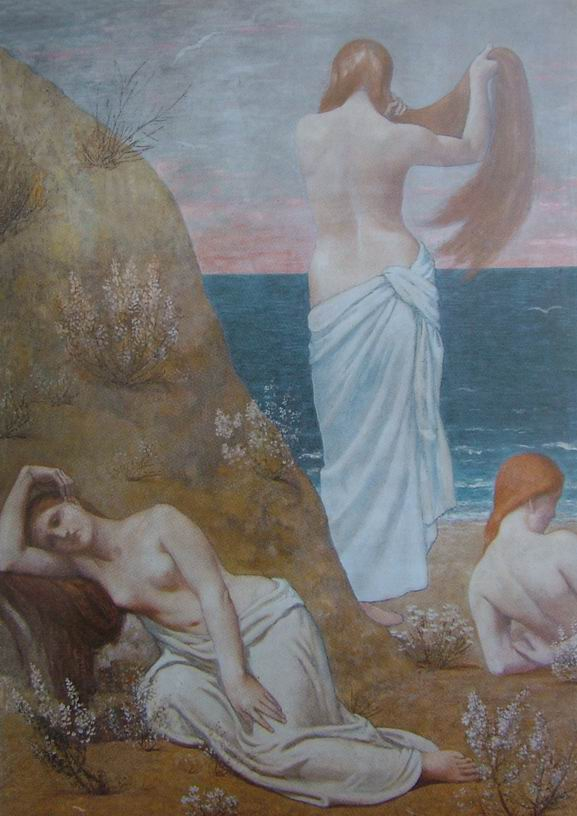
Пюви де Шаванн (1879) «Девушки на берегу моря» (любимая картина Сати в молодости)

Когда я встретил Дебюсси, он был полон Мусоргским и настойчиво искал пути, которые не так-то и просто найти. В этом отношении я его давно переплюнул. Меня не отягощала ни Римская премия, ни какие-либо другие, ибо я был подобен Адаму (из Рая), который никогда никаких премий не получал — несомненно лентяй!…
Я писал в это время «Сына звёзд» на либретто Пеладана и объяснял Дебюсси необходимость для француза освободиться от влияния вагнеровских принципов, которые не отвечают нашим естественным стремлениям. Я сказал также, что хотя я ни в коей мере не являюсь антивагнеристом, но всё же считаю, что мы должны иметь свою собственную музыку и по возможности, без «кислой немецкой капусты». Но почему бы для этих целей не воспользоваться такими же изобразительными средствами, которые мы видим у Клода Моне, Сезанна, Тулуз-Лотрека и прочих? Почему не перенести эти средства на музыку? Нет ничего проще. Не это ли есть настоящая выразительность? — (Erik Satie, «Claude Debussy», Paris, 1923). 
Но если Сати выводил свой прозрачный и скуповатый по средствам импрессионизм от символической живописи Пюви де Шаванна, то Дебюсси (через посредство того же Сати) испытал на себе творческое влияние более радикальных импрессионистов, Клода Моне и Камилла Писсаро.
Достаточно только перечислить названия наиболее ярких произведений Дебюсси или Равеля, чтобы получить полное представление о воздействии на их творчество как зрительных образов, так и пейзажей художников-импрессионистов. Так, Дебюсси за первые десять лет пишет «Облака», «Эстампы» (наиболее образный из которых, акварельная звуковая зарисовка — «Сады под дождём»), «Образы» (первый из которых, один из шедевров фортепианного импрессионизма, «Отблески на воде», вызывает прямые ассоциации со знаменитым полотном Клода Моне «Импрессия: восход солнца»)… По известному выражению Малларме, композиторы-импрессионисты учились «слышать свет», передавать в звуках движение воды, колебание листвы, дуновение ветра и преломление солнечных лучей в вечернем воздухе. Симфоническая сюита «Море от зари до полудня» достойным образом подытоживает пейзажные зарисовки Дебюсси.
Несмотря на часто афишируемое личное неприятие термина «импрессионизм», Клод Дебюсси неоднократно высказывался как истинный художник-импрессионист. Так, говоря о самом раннем из своих знаменитых оркестровых произведений, «Ноктюрнах», Дебюсси признавался, что идея первого из них («Облака») пришла ему в голову в один из облачных дней, когда он с моста Согласия смотрел на Сену… Что же касается шествия во второй части («Празднества»), то этот замысел родился у Дебюсси: «…при созерцании проходящего вдали конного отряда солдат Республиканской гвардии, каски которых искрились под лучами заходящего солнца… в облаках золотистой пыли». Равным образом, и сочинения Мориса Равеля могут служить своеобразными вещественными доказательствами прямых связей от живописи к музыке, существовавших внутри течения импрессионистов. Знаменитая звукоизобразительная «Игра воды», цикл пьес «Отражения», фортепианный сборник «Шорохи ночи» — этот список далеко не полон и его можно продолжать. Несколько особняком, как всегда, стоит Сати, одно из произведений, которое можно назвать в этой связи, это, пожалуй — «Героический прелюд ко вратам неба».
Окружающий мир в музыке импрессионизма раскрывается сквозь увеличительное стекло тонких психологических рефлексий, едва уловимых ощущений, рождённых созерцанием происходящих вокруг незначительных изменений. Эти черты роднят импрессионизм с другим параллельно существовавшим художественным течением — литературным символизмом. Первым обратился к сочинениям Жозефена Пеладана Эрик Сати. Немного позднее творчество Верлена, Малларме, Луиса и — особенно Метерлинка нашло прямое претворение в музыке Дебюсси, Равеля и их некоторых последователей.

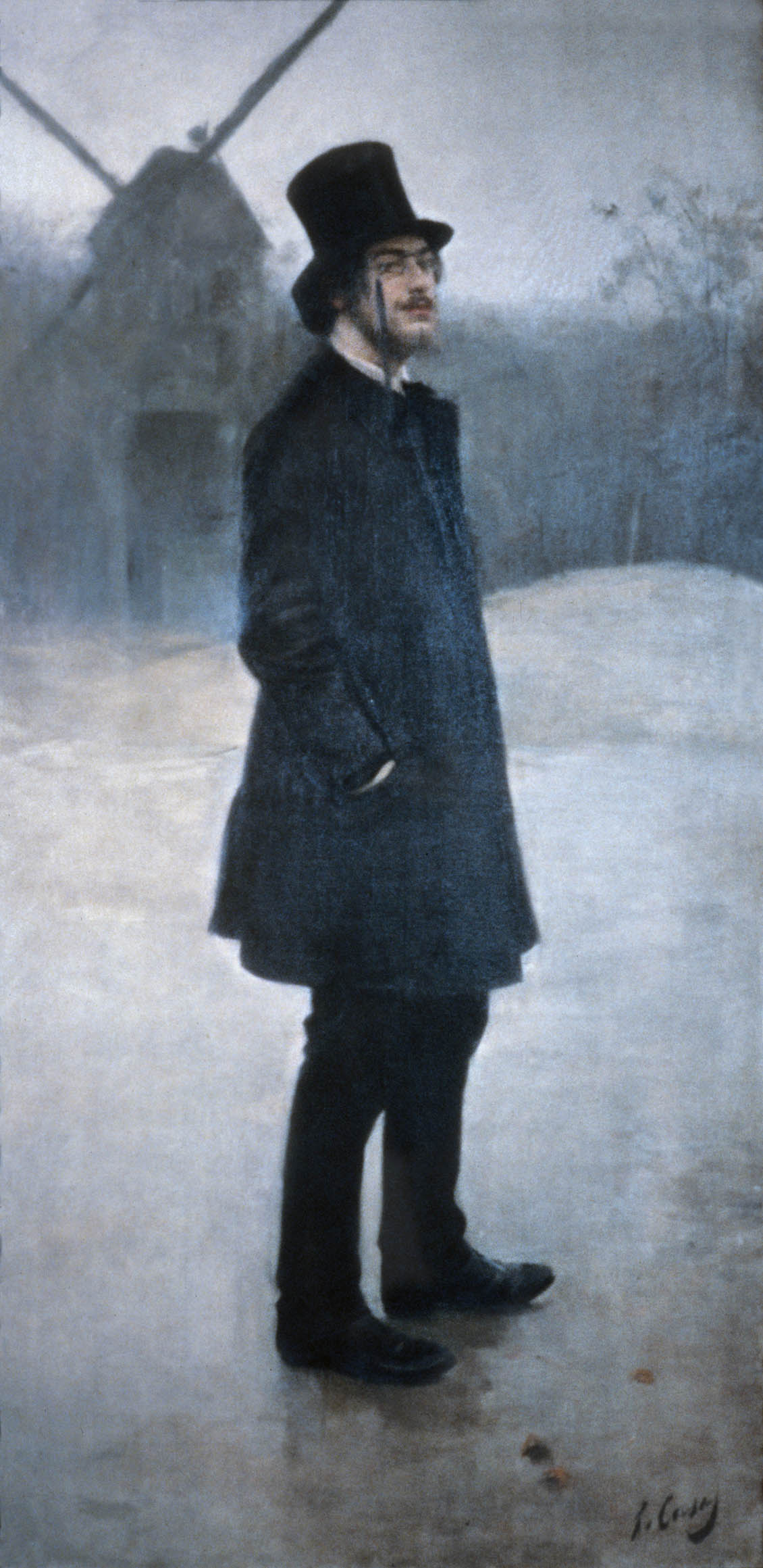
Рамон Казас (1891) «Богема. Поэт Монмартра» (на картине изображён Эрик Сати на фоне Мулен де ла Галетт)

При всей очевидной новизне музыкального языка в импрессионизме нередко воссоздаются некоторые выразительные приёмы, характерные для искусства предыдущего времени, в частности, музыки французских клавесинистов XVIII века, эпохи рококо. Стоило бы только напомнить такие знаменитые изобразительные пьесы Куперена и Рамо, как «Маленькие ветряные мельницы» или «Курица».
В 1880-х годах, до знакомства с Эриком Сати и его творчеством, Дебюсси был увлечён творчеством Рихарда Вагнера и полностью находился в фарватере его музыкальной эстетики. После встречи с Сати и с момента создания своих первых импрессионистических опусов, Дебюсси с удивляющей резкостью перешёл на позиции воинствующего анти-вагнеризма. Этот переход был настолько внезапным и резким, что один из близких друзей (и биограф) Дебюсси, известный музыковед Эмиль Вюйермо напрямую высказал своё недоумение:

«Антивагнеризм Дебюсси лишён величия и благородства. Невозможно понять, как молодой музыкант, вся юность которого опьянена хмелем „Тристана“ и который в становлении своего языка, в открытии бесконечной мелодии бесспорно стольким обязан этой новаторской партитуре, презрительно высмеивает гения, так много ему давшего!» — (Emile Vuillermoz, “Claude Debussy”, Geneve, 1957.)
При этом Вюйермо, внутренне связанный отношениями личной неприязни и вражды с Эриком Сати, специально не упомянул и выпустил его, как недостающее звено при создании полной картины. И в самом деле, французское искусство конца XIX века, придавленное вагнеровскими музыкальными драмами, утверждало себя через импрессионизм. В течение долгого времени именно это обстоятельство (и нарастающий в период между тремя войнами с Германией национализм) мешал говорить о прямом влиянии стиля и эстетики Рихарда Вагнера на импрессионизм. Пожалуй, первым этот вопрос поставил ребром известный французский композитор кружка Сезара Франка — Венсан д’Энди, старший современник и приятель Дебюсси. В своей известной работе «Рихард Вагнер и его влияние на музыкальное искусство Франции», спустя десять лет после смерти Дебюсси он выразил своё мнение в категорической форме:

«Искусство Дебюсси — бесспорно от искусства автора „Тристана“; оно покоится на тех же принципах, основано на тех же элементах и методах построения целого. Единственная разница лишь в том, что у Дебюсси драматургические принципы Вагнера трактованы…, так сказать, а ля франсез». — (Vincent d’Indy. Richard Wagner et son influence sur l’art musical français.)
В сфере красочной и ориентальной живописности, фантастики и экзотики (интерес к Испании, странам Востока) импрессионисты также не были первопроходцами. Здесь они продолжили наиболее яркие традиции французского романтизма, в лице Жоржа Бизе, Эмманюэля Шабрие и красочных партитур Лео Делиба, одновременно (как истинные импрессионисты) отказавшись от острых драматических сюжетов и социальных тем.
Сильное влияние на творчество Дебюсси и Равеля оказало также и творчество самых ярких из представителей «Могучей кучки»: Мусоргского (в части музыкального языка и выразительных средств), а также Бородина и Римского-Корсакова (как в плане гармонических, так и оркестровых изысков). В особенности это касалось экзотических и ориентальных произведений. «Половецкие пляски» Бородина и «Шехеразада» Римского-Корсакова — стали главными «агентами влияния» для молодого Клода Дебюсси и Мориса Равеля. Оба они были в равной мере поражены необычностью мелодий, смелостью гармонического языка и восточной пышностью оркестрового письма. Для западного уха, веками воспитанного на стерильной немецкой гармонизации, именно ориентализм Бородина и Римского-Корсакова стал наиболее интересной и впечатляющей частью их наследия. А «Борис Годунов» Мусоргского на долгие годы стал для Дебюсси второй настольной оперой после «Тристана». Именно об этом свойстве стиля обоих «Главных импрессионистов» как всегда метко высказался избежавший влияния «великого Модеста» Эрик Сати: «…они играют по-французски, но — с русской педалью…»

## Особенности стиля
Импрессионисты создавали произведения искусства утончённые и одновременно ясные по выразительным средствам, эмоционально сдержанные, бесконфликтные и строгие (чистые) по стилю. При этом сильно изменилась и трактовка музыкальных жанров. В области симфонической и фортепианной музыки создавались главным образом программные миниатюры, сюитные циклы (возвращение к рококо), в которых преобладало красочно-жанровое или пейзажное начало.
Значительно богаче стало гармоническое и тембровое окрашивание тем. Импрессионистская гармония характеризуется резким повышением колористического, самодовлеющего компонента звука. Это развитие происходило под воздействием множества внешних влияний, в том числе: французского музыкального фольклора и новых для западной Европы конца XIX века систем музыкального построения, таких как русская музыка, григорианский хорал, церковная полифония раннего Возрождения, музыка стран Востока (именно под влиянием впечатлений от очередной Всемирной выставки 1889 года были написаны знаменитые «Гноссиены» Сати), негритянские спиричуэлс США и др. Это проявилось, в частности, в использовании натуральных и искусственных ладов, элементов модальной гармонии, «неправильных» параллельных аккордов и т. п.
Инструментовка импрессионистов характеризуется уменьшением размеров классического оркестра, прозрачностью и тембровым контрастом, разделением групп инструментов, тонкой детальной проработкой фактуры и активным использованием чистых тембров как солирующих инструментов, так и целых однородных групп. В камерной музыке любимое тембровое сочетание Сати и Дебюсси, почти символическое для импрессионизма — это арфа и флейта.

## Представители импрессионизма в музыке

Дебюсси и Сати (1910), фото Стравинского

Главной средой возникновения и существования музыкального импрессионизма постоянно оставалась Франция, где неизменным соперником Клода Дебюсси выступал Морис Равель, после 1910 года оставшийся практически единоличным главой и лидером импрессионистов. Эрик Сати, выступивший как первооткрыватель стиля, в силу своего характера не смог выдвинуться в активную концертную практику и, начиная с 1902 года, открыто объявил себя не только в оппозиции к импрессионизму, но и основал целый ряд новых стилей, не только противоположных, но и враждебных ему. Что интересно, при таком положении дел на протяжении ещё десяти-пятнадцати лет Сати продолжал оставаться близким другом, приятелем и противником как Дебюсси, так и Равеля, «официально» занимая пост «Предтечи» или основоположника этого музыкального стиля. Равным образом и Морис Равель, несмотря на весьма сложные, а иногда даже открыто конфликтные личные отношения с Эриком Сати, не уставал твердить, что встреча с ним имела для него решающее значение и неоднократно подчёркивал, сколь многим в своём творчестве он Эрику Сати обязан. Буквально при каждом удобном случае Равель повторял это и самому Сати «в лицо», чем немало удивлял этого общепризнанного «неуклюжего и гениального Провозвестника новых времён».
В 1913 году Морисом Равелем было торжественно «открыто» творчество практически неизвестного широкой публике французского композитора Эрнеста Фанелли (1860—1917), ученика Делиба и, между прочим, однокурсника Клода Дебюсси по консерватории. Оказавшись в бедственном материальном положении, Фанелли вынужден был ранее срока бросить обучение в консерватории и затем в течение двадцати лет работал скромным аккомпаниатором и переписчиком нот. Созданные им ещё в 1890 году необычайно красочные «Пасторальные впечатления» для оркестра и изысканные «Юморески» опередили подобные опыты Дебюсси на пять-семь лет, однако, до открытия Равелем они не исполнялись и были практически неизвестны широкой публике.
Последователями музыкального импрессионизма Дебюсси были французские композиторы начала XX века — Флоран Шмитт, Жан Роже-Дюкас, Андре Капле и многие другие. Раньше других испытал на себе очарование нового стиля Эрнест Шоссон, друживший с Дебюсси и ещё в 1893 году познакомившийся с первыми эскизами «Послеполуденного отдыха фавна» из-под рук, в авторском исполнении на рояле. Последние сочинения Шоссона явно несут на себе следы воздействия только зачинавшегося импрессионизма — и можно только гадать, каким могло бы выглядеть позднее творчество этого автора, проживи он хотя бы немного дольше. Вслед за Шоссоном — и другие вагнеристы, члены кружка Сезара Франка испытали на себе влияние первых импрессионистских опытов. Так, и Габриэль Пьерне, и Ги Ропарц и даже самый ортодоксальный вагнерист Венсан д’Энди (первый исполнитель многих оркестровых произведений Дебюсси) в своём творчестве отдал полную дань красотам импрессионизма. Таким образом Дебюсси (как бы задним числом) всё же одержал верх над своим бывшим кумиром — Вагнером, мощное воздействие которого и сам преодолел с таким трудом… Сильное влияние ранних образцов импрессионизма испытал на себе такой маститый мастер, как Поль Дюка, и в период до Первой мировой войны — Альбер Руссель, уже в своей Второй симфонии (1918 год) отошедший в своём творчестве от импрессионистических тенденций к большому разочарованию своих поклонников.
На рубеже XIX—XX веков отдельные элементы стиля импрессионизма получили развитие и в других композиторских школах Европы, своеобразно переплетаясь с национальными традициями. Из подобных примеров можно назвать, как наиболее яркие: в Испании — Мануэль де Фалья, в Италии — Отторино Респиги, в Бразилии — Эйтор Вилла-Лобос, в Венгрии — ранний Бела Барток, в Англии — Фредерик Делиус, Сирил Скотт, Ральф Воан-Уильямс, Арнольд Бакс и Густав Холст, в Польше — Кароль Шимановский, в России — ранний Игорь Стравинский — (периода «Жар-птицы»), поздний Лядов, Микалоюс Константинас Чюрлёнис и Николай Черепнин .
В целом следует признать, что жизнь этого музыкального стиля была достаточно краткой даже по меркам скоротечного XX века. Первые следы отхода от эстетики музыкального импрессионизма и стремление расширить пределы присущих ему форм музыкального мышления можно обнаружить в творчестве самого Клода Дебюсси уже после 1910 года. Что же касается первооткрывателя нового стиля, Эрика Сати — то раньше всех, уже после премьеры оперы «Пеллеас и Мелизанда» в 1902 году он решительно покидает растущие ряды сторонников импрессионизма, а спустя ещё десять лет — организует критику, оппозицию и прямое противодействие этому течению. К началу 1930-х годов импрессионизм стал уже старомодным, превратился в исторический стиль и полностью сошёл с арены актуального искусства, растворившись (в качестве отдельных красочных элементов) — в творчестве мастеров совершенно иных стилистических направлений (например, отдельные элементы импрессионизма можно выделить в произведениях Оливье Мессиана, Такэмицу Тору, Тристана Мюрая и др.)